# Lone Butte
Lone Butte est une municipalité située dans la province de la Colombie-Britannique, dans le centre-sud.